# .sg
.sg ist die länderspezifische Top-Level-Domain (ccTLD) des Staates Singapur. Sie wurde am 19. Oktober 1988 durch die IANA eingeführt und wird heute vom Singapore Network Information Centre verwaltet. Diese Top-Level-Domain ist auch auf Chinesisch (als 新加坡) und Tamil (als சிங்கப்பூர்) verfügbar. Die .sg Domainendung wird sehr gerne auch von Firmen und Privatpersonen aus der Stadt St. Gallen oder dem Kanton St. Gallen in der Schweiz genutzt.

## Eigenschaften
Bis August 2004 konnten nur Domains auf dritter Ebene bestellt werden, mittlerweile gilt diese Regel nicht mehr. Privatpersonen können heute beliebige Domains auf zweiter Ebene bestellen, genau wie Unternehmen, für die zusätzlich noch .com.sg (dritte Ebene) vorgesehen ist. Damit ist .sg die einzige ccTLD weltweit, die über die eigentliche Adresse bereits Aufschluss über deren Inhaber gibt. Insgesamt darf eine .sg- oder .com.sg-Domain zwischen drei und 63 Zeichen lang sein, die Konnektierung einer Domain benötigt bei einem europäischen Registrar in der Regel zwei bis fünf Tage.
Seit dem Jahr 2007 ist es möglich, eine .sg-Domain zu bestellen, die nur aus Ziffern besteht. Im Zuge der Einführung derartiger Adressen hat die Vergabestelle für besonders wertvolle Adressen eine Mindestgebühr definiert, welche Interessenten entrichten mussten. Seit dem Jahr 2009 werden außerdem Internationalisierter Domainnamen unterstützt, so können beispielsweise chinesische Schriftzeichen in .sg-Domains verwendet werden. Nicht jeder europäische Registrar unterstützt diese Funktion.
Im Mai 2013 wurde außerdem die Pflicht für Inhaber einer .sg-Domain eingeführt, die eigene Identität verifizieren zu lassen – etwa durch Vorlage eines gültigen Ausweises. Die Vergabestelle will nach eigener Aussage damit den Missbrauch von .sg-Domains durch gefälschte Whois-Angaben eindämmen.

## Weblink
- Website der Vergabestelle